# Chris Maxwell
Christopher Ethan "Chris" Maxwell, né le 30 juillet 1990 à Saint-Asaph, est un footballeur gallois qui évolue au poste de gardien de but à Huddersfield Town.

## Biographie
Chris Maxwell est régulièrement sélectionné dans les équipes nationales de jeunes galloises : moins de 17 ans, moins de 19 ans et espoirs.
Le 1er juillet 2016, il rejoint le club anglais de Preston North End, équipe évoluant en Championship (D2).
Le 8 janvier 2019, il est prêté à Charlton Athletic.
Le 1er juillet 2019, il est prêté à Hibernian.
Le 24 janvier 2020, il rejoint Blackpool.
Le 21 juillet 2023, il rejoint Huddersfield Town.

## Palmarès
- Vainqueur du FA Trophy en 2013 avec Wrexham